# الإسلام في الأنتيل الهولندية
الإسلام في جزر الأنتيل الهولندية بلغ عدد مسلمي جزر الأنتيل الهولندية حوالي 2500 مسلم, مشكلين بذلك نسبة 0.31% من مجموع السكان.

## تاريخ
وصلتها موجة ضعيفة من المسلمين المضطهدين إبان الاحتلال الإسباني لجزر الأنتيل، وكذلك في العهد الهولندي. و في العصر الحديث وصلتها هجرة إسلامية من لبنان, و من طرابلس الشام بصفة خاصة. وهذه الهجرة تشكل أكثر من نصف مسلمي جزر الأنتيل، ثم وصلت الجزر موجة إسلامية تألفت من عمال من الهند والباكستان، وتعيش هذه الجالية في الجزر الشمالية، وهناك بعض مئات من الأفارقة ممن اعتنقوا الإسلام حديثا.

## حالة المسلمين
تعترف الحكومة بالإسلام والمسلمين، إلا أن المسلمين يعانون من التفرقة بالمعاملة ويطالبون بالمساواة، فهي لا تدفع لهم رواتب المدرسين بالمدارس الإسلامية، وهؤلاء المسلمون يتمتعون باحترام الشعب.

## المساجد
توجد مساجد في عدة جزر مثل أروبا و كوراساو و سينت مارتن. كما هناك مسجد كبير بالعاصمة يلمستاد.